# محطة قطار سيدي لخضر
محطة سيدي لخضر هي محطة القطار جزائرية تقع بإقليم بلدية سيدي لخضر بولاية عين الدفلى. تُعدّ جزءًا من شبكة الخطوط الإقليمية التي وتديرها الشركة الوطنية للنقل بالسكك الحديدية في الجزائر.

## الموقع في السكك الحديدية
تَقع المحطة على خط الجزائر - وهران، حيث تسبقها محطة خميس مليانة، وَتتبعها محطة عريب.

## ٍِْخدمة الركاب

### الخِدمة
تخدم محطة سيدي الأخضر القطارات الجهوية على خط الشلف - خميس مليانة.

## روابط خارجية
- "ش.و.ن.س.ح". الشركة الوطنية للنقل بالسكك الحديدية. مؤرشف من الأصل في 2025-05-05.